# دوبرا وودا و پاتسووا
دوبرا وودا و پاتسووا (به چکی: Dobrá Voda u Pacova) یک منطقهٔ مسکونی در جمهوری چک است که در ناحیه پلهریموو واقع شده‌است. دوبرا وودا و پاتسووا ۴٫۱۵ کیلومتر مربع مساحت و ۹۳ نفر جمعیت دارد و ۶۲۴ متر بالاتر از سطح دریا واقع شده‌است.